# Gladstone (Region Wellington)
Gladstone ist eine kleine Siedlung im Carterton District der Region Wellington auf der Nordinsel von Neuseeland.

## Namensherkunft
Die Siedlung wurde nach dem Britischen Premierminister William Ewart Gladstone benannt.

## Geographie
Die Siedlung liegt rund 12 km südöstlich von Carterton und rund 2 km östlich des Tauweru River. Die Landschaft ist leicht hügelig, nach Osten hin bergiger.

## Wirtschaft
Gladstone ist eine in erster Linie landwirtschaftlich geprägte Gemeinde, darüber hinaus wird auch verstärkt Weinbau betrieben. Die Winzer wissen zunehmend den guten Einfluss von Boden und Klima zu schätzen, der bei zwar niedrigem Ertrag sehr aromatische Trauben wachsen lässt. Darüber hinaus gibt es kleine Geschäfte, Kaffees, Homestays (längerfristig vermietete Privatwohnungen) und Kleingewerbe wie eine Stellmacherei.
Das Hotel Gladstone Inn, in der Gegend nur „The Gladdy“ genannt, wurde im Jahr 2006 von der Hospitality Association of New Zealand, dem neuseeländischen Hotelverband, zum besten Landhotel Neuseelands gewählt.

## Bildung
Die Grundschule in Gladstone besuchen etwa 100 Kinder. Seitdem die Schulen in Longbush, Maungaraki und Te Whiti im Jahr 1968 geschlossen wurden, ist es die einzige Schule im weiten Umkreis. Im Laufe der letzten Jahre wurde die Schule immer beliebter und nimmt jetzt auch Kinder aus weiter entfernten Orten wie Carterton, Martinborough und Masterton auf. 

## Sport
Eine Sportanlage befindet sich in der Nähe des Hotels, dort finden die Heimspiele der örtlichen Rugby- und Hockeyvereine statt.